# Kazu Naoki

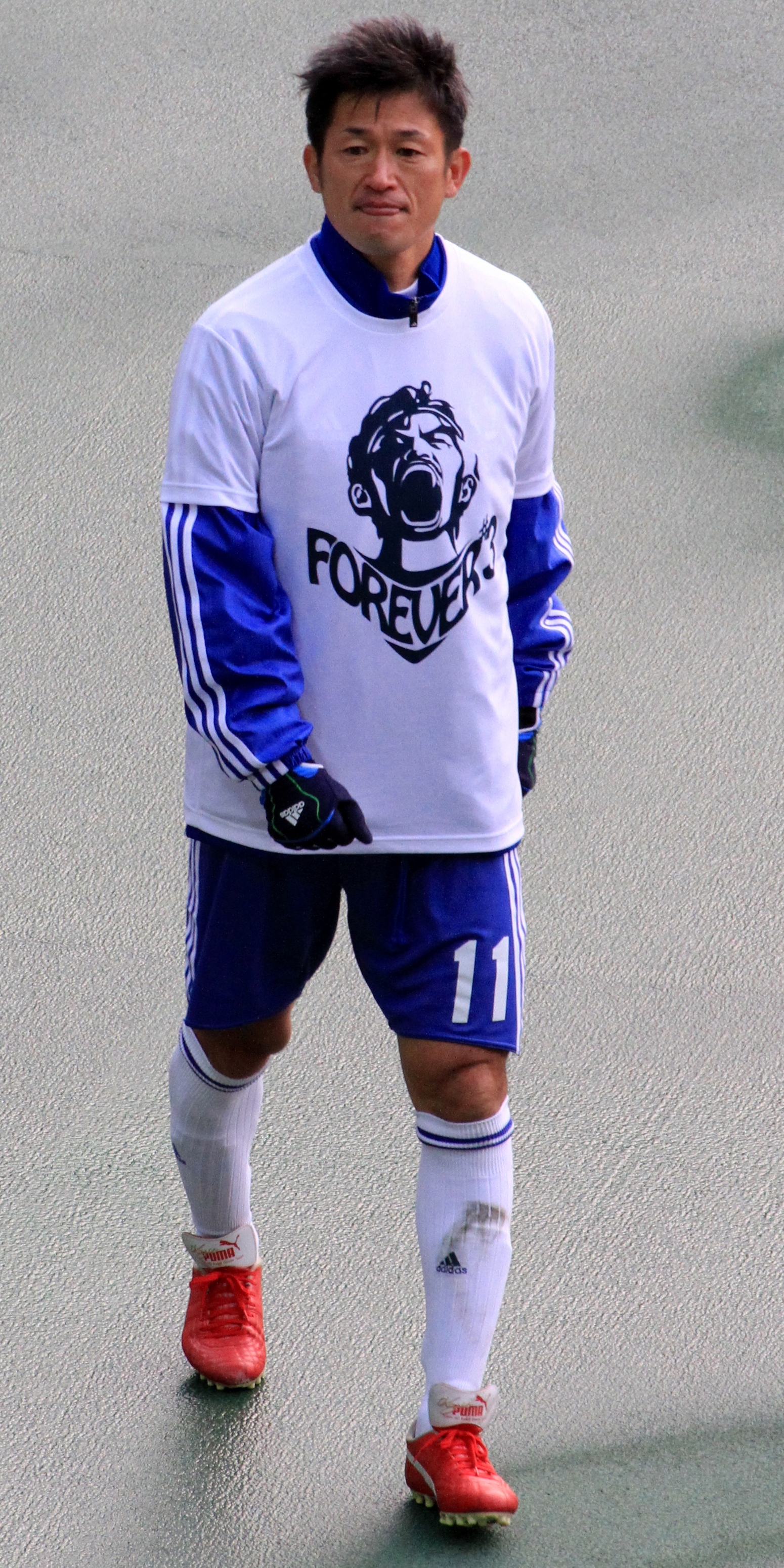

Kazu Naoki (直木 和?, Naoki Kazu; 23 marzo 1918 – ...) è stato un calciatore giapponese, di ruolo attaccante.

## Carriera

### Club
Naoki ha militato nella rappresentativa dell'Università Imperiale di Tokyo.

### Nazionale
Ha disputato un incontro con la nazionale di calcio del Giappone, nella partita vinta per 1-0 contro la rappresentativa delle Filippine, disputata il 16 giugno 1940 a Hyogo.

## Statistiche

### Cronologia presenze e reti in Nazionale
| Cronologia completa delle presenze e delle reti in nazionale ― Giappone | Cronologia completa delle presenze e delle reti in nazionale ― Giappone | Cronologia completa delle presenze e delle reti in nazionale ― Giappone | Cronologia completa delle presenze e delle reti in nazionale ― Giappone | Cronologia completa delle presenze e delle reti in nazionale ― Giappone | Cronologia completa delle presenze e delle reti in nazionale ― Giappone | Cronologia completa delle presenze e delle reti in nazionale ― Giappone | Cronologia completa delle presenze e delle reti in nazionale ― Giappone |
| Data                                                                    | Città                                                                   | In casa                                                                 | Risultato                                                               | Ospiti                                                                  | Competizione                                                            | Reti                                                                    | Note                                                                    |
| ----------------------------------------------------------------------- | ----------------------------------------------------------------------- | ----------------------------------------------------------------------- | ----------------------------------------------------------------------- | ----------------------------------------------------------------------- | ----------------------------------------------------------------------- | ----------------------------------------------------------------------- | ----------------------------------------------------------------------- |
| 16/06/1940                                                              | Hyogo                                                                   | Giappone                                                                | 1 – 0                                                                   | Filippine                                                               | Amichevole                                                              | -                                                                       |                                                                         |
| Totale                                                                  |                                                                         | Presenze                                                                | 1                                                                       |                                                                         | Reti                                                                    | 0                                                                       |                                                                         |